# Slavko Osterc
Slavko Osterc (født 17. juni 1895 i Verzej, Slovenien, død 23. maj 1941 i Ljubljana, Slovenien) var en slovensk komponist, professor og lærer.
Osterc studerede komposition på Prags Musikkonservatorium (en) (1925-1927) hos Karel Boleslav Jirak, Vítězslav Novák, og Alois Hába. Han har skrevet en symfoni, orkesterværker, operaer, koncertmusik, symfoniske digtninge, klaverstykker etc.
Osterc var professor og lærer i komposition på  Musikkonservatoriet i Ljubljana. Han var en af de betydningsfulde komponister fra Slovenien i 1930´erne.

## Udvalgte værker
- Symfoni (1922) - for orkester
- Koncert (1932) - for orkester
- Symfoniske satser (1936) - for orkester
- Symfonisk digtning "Mor" (1940) - for orkester